# Toshiaki Yokota
Toshiaki Yokota (Japans 横田年昭, Yokota Toshiaki, Tokio, 1944) is een Japanse fusion- en jazzmuzikant die fluit speelt.
Toshiaki Yokota speelde vanaf de jaren 60 in de Japanse jazzscene. Vanaf 1970 leidde hij de band The Beat Generation die het album  Flute Adventure: Le soleil était encore chaud opnam. Musici die erop meespeelden waren o.a. Hideo Ichikawa, Kimio Mizutani, Nobuyuki Murakami en Masaoki Terakawa. In hetzelfde jaar maakte de groep Exciting Flute (met arrangementen van Norio Maeda), Primitive Community (o.a. met Kimio Mizutani, Yusuke Hoguchi, Shunzo Ohno, Chito Kawachi) en Elevation, met Masahiko Satoh (arrangementen), Hideo Ichikawa, Sadanori Nakamure, Jun Suzuki, Takeshi Inomata en Larry Sunaga. Hij speelde tevens in 1977 in Takeshi Inomata's band Sound Limited.